# Střední průmyslová škola Jedovnice
Střední průmyslová škola Jedovnice je příspěvková organizace poskytující středoškolské průmyslové vzdělání. Sídlí v Jedovnicích v okrese Blansko, zřizuje ji Jihomoravský kraj.
Škola byla založena v roce 1953, po dlouhé roky jako pobočka tehdejší nejstarší brněnské Průmyslové střední školy, Sokolská. Po celou dobu poskytuje vzdělání ve strojírenství – dnes jako maturitní obor.
Od roku 1984 také v přístrojové a automatizační technice, od roku 1997 zaměření na elektronické počítačové systémy – dnes již v maturitním oboru informační technologie.

## Současnost
Ve školním roce 2018/19  školu navštěvuje přes 200 žáků a pracuje zde 36 zaměstnanců. Ředitelem školy je Mgr. Miloš Šebela.
V roce 2017 se škola probojovala do celorepublikového kola robotické soutěže elektrotechnické fakulty ČVUT. Další tým uspěl v předkole této Robosoutěže. Používání programovatelné stavebnice Lego Mindstorms je běžnou součástí výuky.  
Škola má sportovní halu, internát a vlastní jídelnu.

## Obory studia
- Strojírenství – Výpočetní systémy ve strojírenství (23-41-M/01)
- Informační technologie – Elektronické počítačové systémy (18-20-M/01)

### Podrobnosti o oborech
Forma studia je denní.
V oboru strojírenství (23-41-M/01) se zaměřují na oblast 3D modelování (Solid Works), výpočetní systémy CAM (Fanuc, Sinumeric) a CNC obrábění. 
V oboru informační technologie (18-20-M/01 programují v jazyku C a C#. Nadrámec se zde probírá robotika a automatizace. K oboru patří již obvyklá tvorba webu, počítačové grafiky, sítí, teorie mikroprocesorů, obecnou elektronikou, měřením a operačními systémy.